# مانوئل فرناندز (بازیکن فوتبال، زاده ۱۹۵۱)
مانوئل فرناندز (انگلیسی: Manuel Fernandes؛ زادهٔ ۵ ژوئن ۱۹۵۱ - درگذشتهٔ ۲۷ ژوئن ۲۰۲۴) بازیکن و مربی فوتبال اهل پرتغال بود.
از باشگاه‌هایی که در آن بازی کرده است می‌توان به باشگاه فوتبال ویتوریا ستوبال و باشگاه فوتبال اسپورتینگ پرتغال اشاره کرد.
وی همچنین در تیم ملی فوتبال پرتغال بازی کرده است.
مانوئل فرناندز در ۲۷ ژوئن ۲۰۲۴، سه روز بعد از عمل جراحی تومور، در ۷۳ سالگی درگذشت.